# Sepsisoma flavescens
Sepsisoma flavescens is een vliegensoort uit de familie van de Richardiidae. De wetenschappelijke naam van de soort is voor het eerst geldig gepubliceerd in 1900 door Johnson.